# Liste von Gedenktafeln in Nörvenich
In der Gemeinde Nörvenich im Kreis Düren gibt es verschiedene Gedenktafeln.

## Gedenktafel Am Fußfall
Im Ortsteil Hochkirchen steht das Denkmal Fußfall. Hier hat der Heimat- und Geschichtsverein der Gemeinde Nörvenich e. V. (HGV) am 7. September 2018 mit einer Gedenktafel auf einer Stahlstele auf die Historie des Denkmals hingewiesen.

## Gedenktafel Alt-Oberbolheim
Alt-Oberbolheim war ein Ort an der nördlichen Kreisgrenze zum Rhein-Erft-Kreis. Er wurde 1969 wegen des angrenzenden Fliegerhorstes Nörvenich abgerissen. Zur Erinnerung hat der HGV am 31. Mai 2019 im Beisein ehemaliger Ortsbewohner eine Gedenktafel, die Text und Fotos zeigt, in Form einer Metallstele eingeweiht. So wird auf den verschwundenen Ort hingewiesen.

## Gedenktafel am Mühlendenkmal
Im Kastanienweg in Nörvenich stand eine alte Mühle, deren Ursprung bis in das 14. Jahrhundert zurückverfolgt werden kann. Sie musste einem Discountladen weichen. Der HGV stellte ein Denkmal aus zwei Mühlsteinen auf, wobei mit einer Gedenktafel auf die Geschichte der Unteren Mühle hingewiesen wird.

## Gedenktafel Obere Mühle
Die Obere Mühle war eine Wassermühle am Annahof. Die versteckt liegende Mühle ist von einem Fußweg zu sehen. Dort hat der HGV am 7. September 2019 eine Gedenktafel auf einer Stele eingeweiht. Passanten werden mit Text und Fotos auf das verfallene Bauwerk hingewiesen.

## Gedenktafel Eggersheimer Mühle
Die Eggersheimer Mühle steht im Ortsteil Eggersheim. Sie wird heute als Wohnhaus genutzt. Der HGV hat am 7. September 2019 in Sichtweite am Neffelbach eine Gedenktafel in Form einer Stahlstele enthüllt. In Wort und Bild wird die Geschichte der ehemaligen Wassermühle aufgezeigt.

## Gedenktafeln an Schloss Nörvenich
An den Außenmauern von Schloss Nörvenich befinden sich zwei Gedenktafeln an den Besuch des jetzigen spanischen Königs Felipe VI. im Jahr 1991 und des damaligen Bundesaußenministers Hans-Dietrich Genscher im gleichen Jahr.

## Gedenk- und Infotafel Harff'sche Burg
Auf Anregung der Besitzfamilie Leunissen und in Zusammenarbeit mit dem HGV wurde im Juli 2020 am Trompeterhof in der Hirtstraße auf Kosten der Besitzer eine Gedenk- und Infotafel über die Harff'sche Burg aufgestellt.

## Gedenk- und Infotafel Promenadenweg
Am 7. November 2020 weihte der HGV am Promenadenweg, auch Panoramaweg, genannt, eine Stele ein, die einen Ausblick auf den Ort bietet und hierzu Informationen gibt.

## Gedenktafel Haus Hardt
Der HGV weist mit einer Gedenktafel, die am 28. September 2021 eingeweiht wurde, auf die Vorkommnisse am 28. Juli 1944 im Gelände der jetzigen Kaserne Haus Hardt hin. Dort wurden über 40 Jungen bei einem Fliegerangriff getötet (siehe Einsatzlager Haus Hardt).

## Galerie

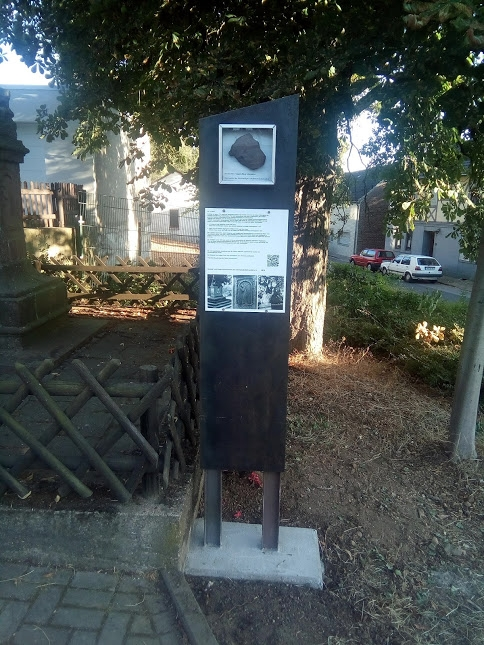
Gedenktafel am Fußfall
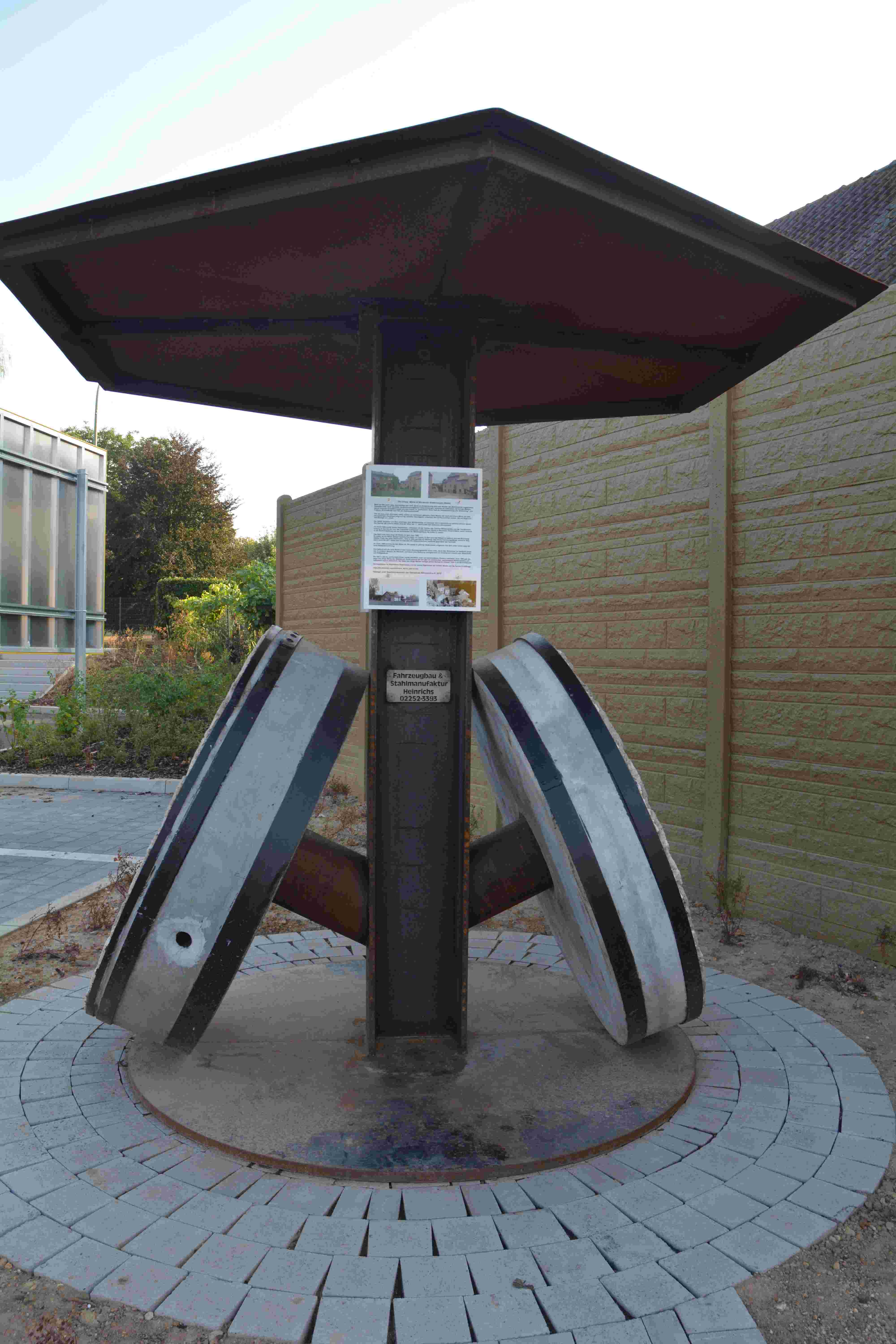
Gedenktafel am Mühlendenkmal
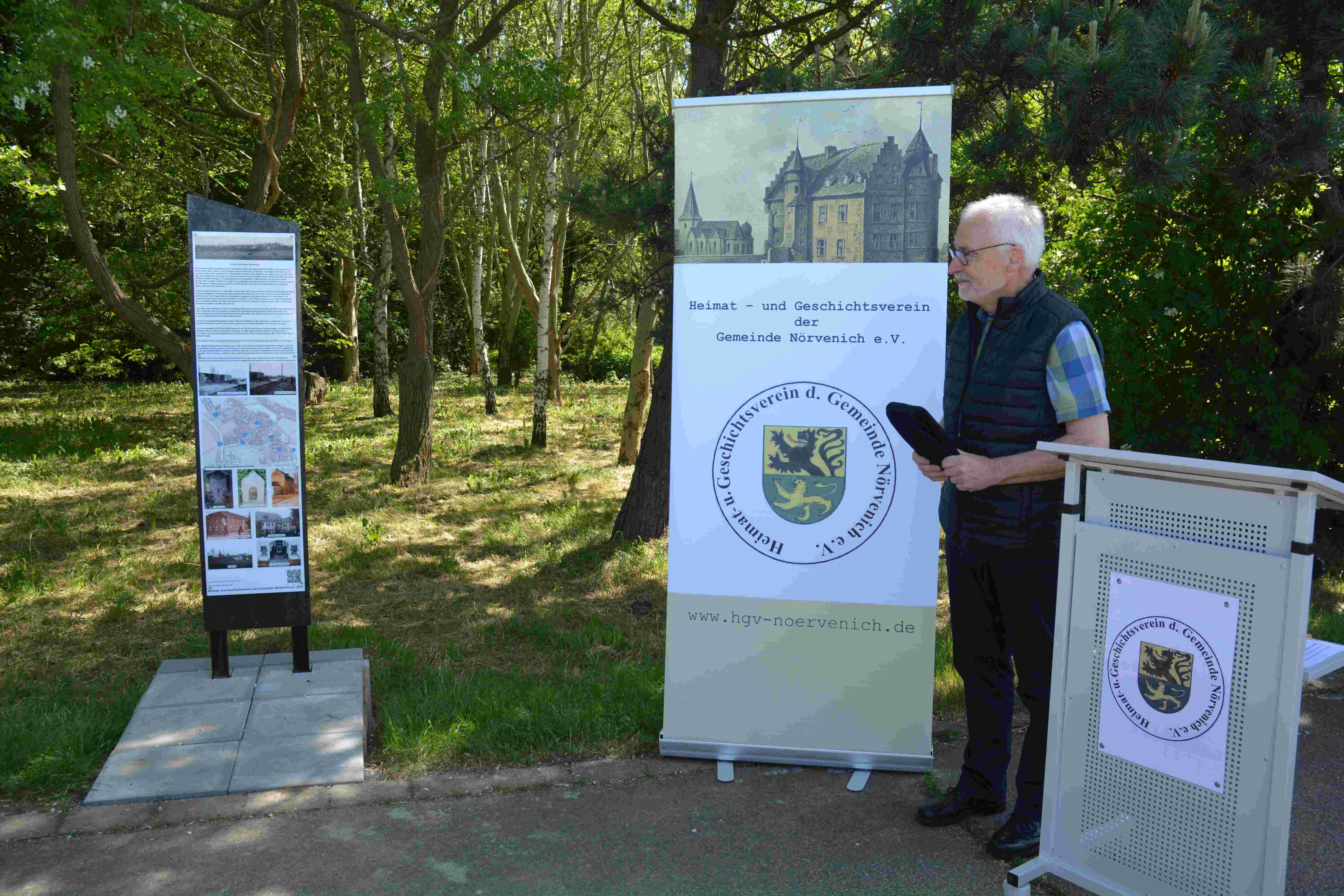
Stele Alt-Oberbolheim
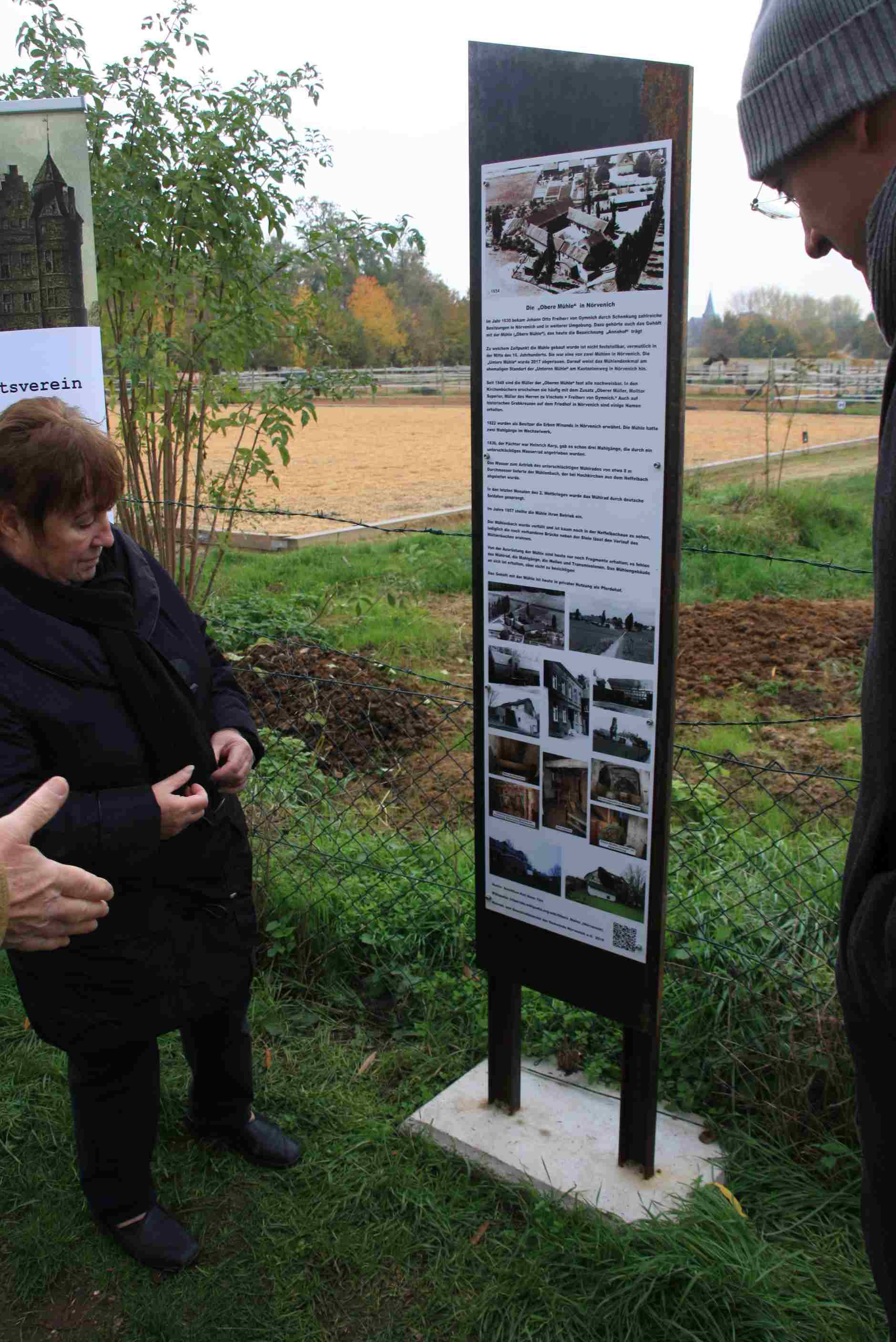
Gedenktafel Obere Mühle
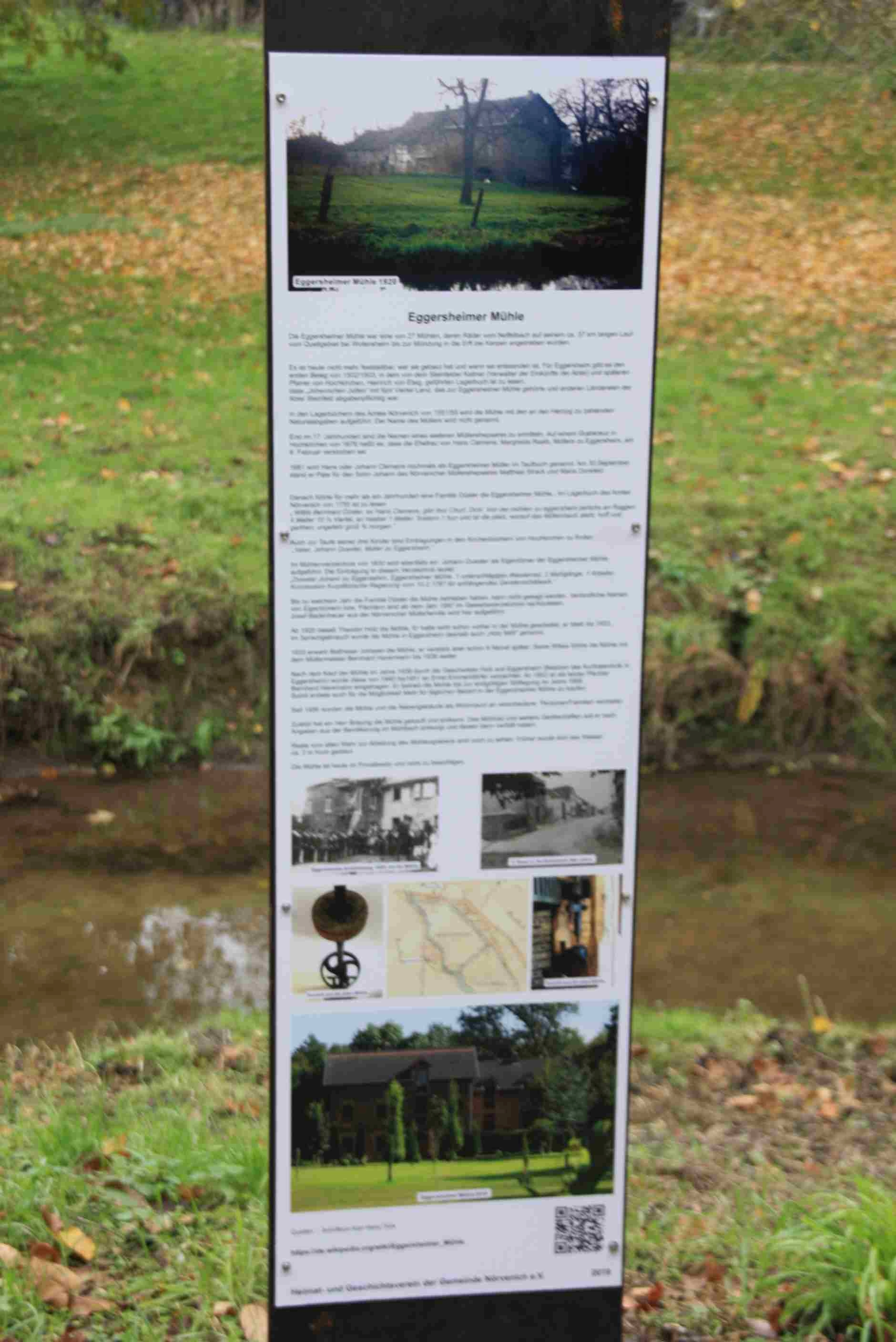
Gedenktafel Eggersheimer Mühle
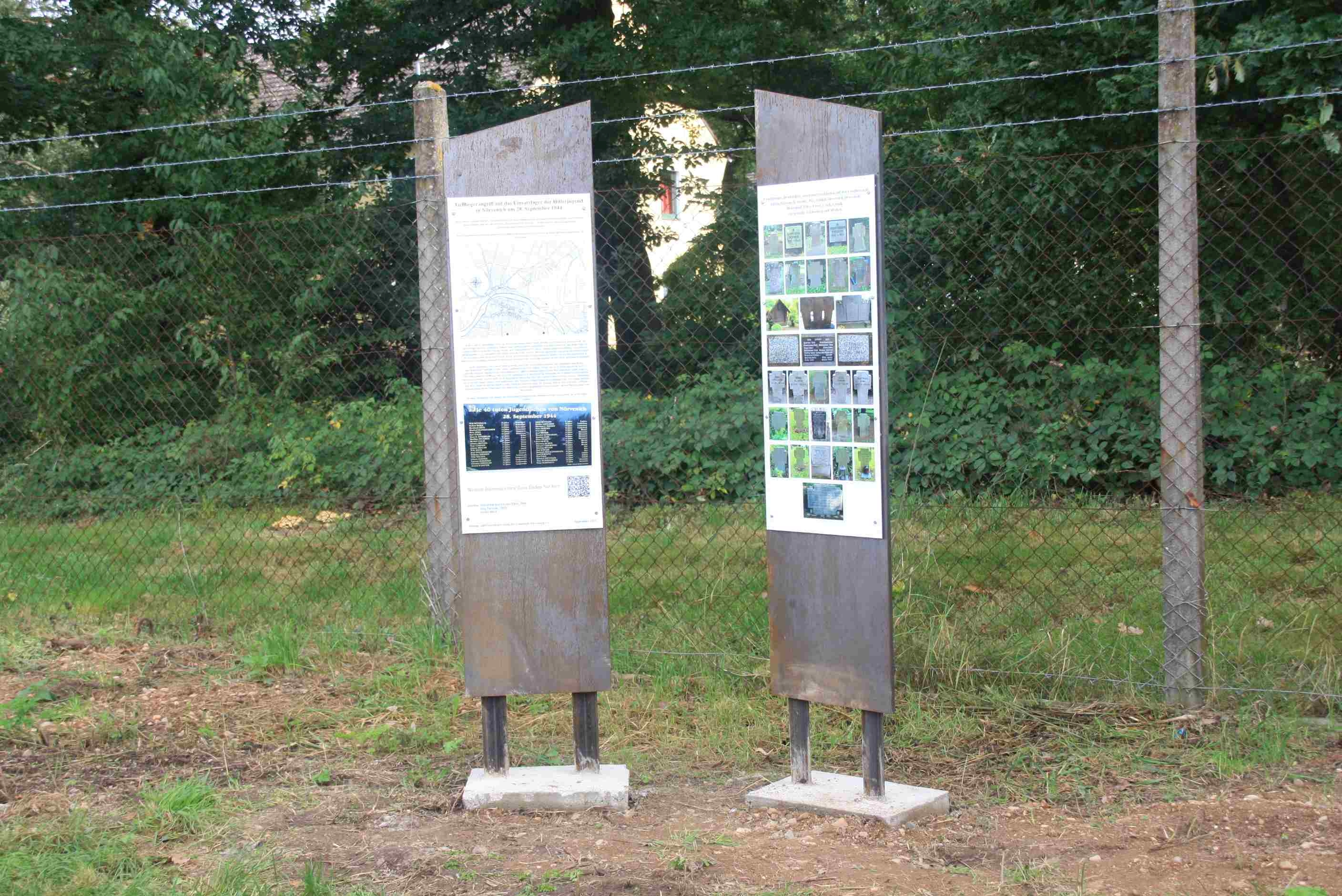
Gedenktafel am Promenadenweg-Haus Hardt
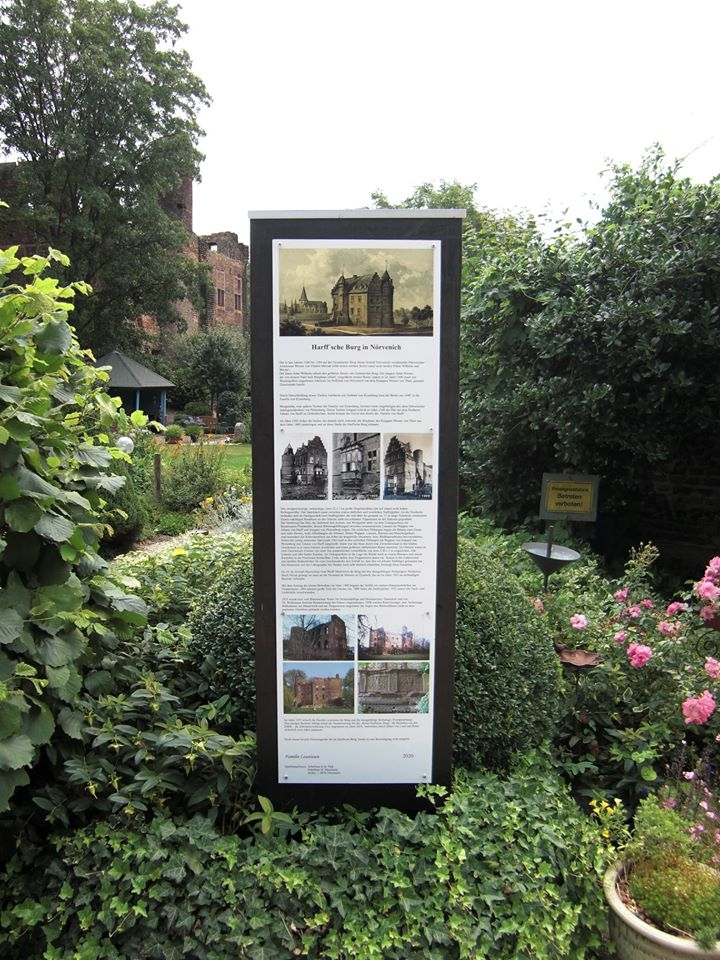
Stele Harff'sche Burg
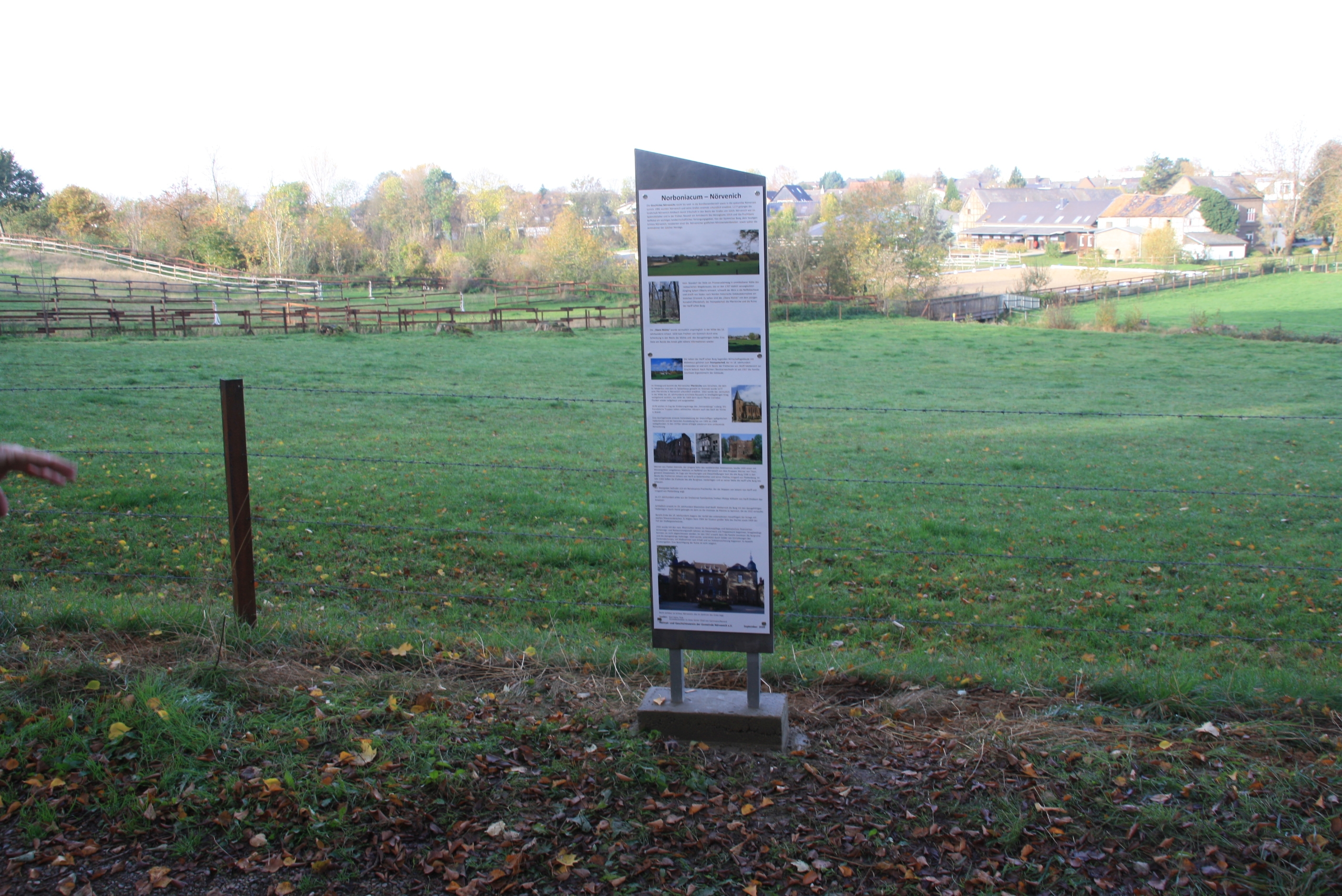
Stele Promenadenweg